# Святослав Володимирович (князь переяславський)
Святосла́в Володи́мирович (? — 6 березня 1114) — третій син Володимира Мономаха та його першої дружини Гіти, дочки англійського короля Гарольда II Ґодвінсона.

## Життєпис
В 1095 році, після успішних мирних перемовин Володимира Мономаха з половцями у Переяславі був одним із заручників у половців. У 1107 році повернувшись з полону, після чого з батьком, братами і Великим князем Київським Святополком II ходив війною на половців.
В 1111 році разом з батьком та Святополком Ізяславичем брав участь в поході, що закінчився розгромом половців на Сальниці.
Княжив у Смоленську (1112–1113).
У 1113 році після того, як його батько став Великим Київським князем, перейшов на його стіл у Переяславі (1113–1114), а на місце Святослава у Смоленську сів В'ячеслав Володимирович.
Помер 6 березня 1114 року, про його сім'ю та дітей невідомо.